# Milan Žuffa
Milan Žuffa (15. května 1887 Liptovský Svätý Mikuláš – 7. prosince 1942 Bratislava) byl slovenský a československý chemický inženýr, podnikatel a politik; meziválečný poslanec Revolučního národního shromáždění.

## Biografie
Jeho otcem byl továrník Ondrej Žuffa z Liptovského Sv. Mikuláše. Milan složil v listopadu 1909 závěrečné zkoušky na vysoké škole technické v Berlíně-Charlottenburgu.
V létě roku 1916 se zapojil do československého odboje. Byl stoupencem česko-slovenské spolupráce. Profesí byl chemickým inženýrem.
Po vzniku Československa zasedal v Revolučním národním shromáždění. Mandát nabyl v lednu 1919, rezignoval v lednu 1920. Zasedal v parlamentu za slovenský poslanecký klub (slovenští poslanci se tehdy ještě nedělili podle stranických frakcí). Profesí byl továrník.